# Clerodendrum tatei
Clerodendrum tatei là một loài thực vật có hoa trong họ Hoa môi. Loài này được (F.Muell.) Munir mô tả khoa học đầu tiên năm 1989.